# کیسوکه ایشیدا
کیسوکه ایشیدا (انگلیسی: Keisuke Ishida; ۱۵ اوت ۱۹۵۵ – ) بازیگر، و صداپیشه اهل ژاپن بود. وی از سال ۱۹۷۶ میلادی تاکنون مشغول فعالیت بوده‌است.
از فیلم‌ها یا برنامه‌های تلویزیونی که وی در آن نقش داشته‌است می‌توان به باران سیاه اشاره کرد.